# Košarkaški klub Budućnost Podgorica 2018-2019
Questa voce raccoglie le informazioni riguardanti il Košarkaški klub Budućnost Podgorica nelle competizioni ufficiali della stagione 2018-2019.

## Stagione
La stagione 2018-2019 del Košarkaški klub Budućnost Podgorica è la 13ª nel massimo campionato montenegrino di pallacanestro, la Prva A Liga.

## Roster
Aggiornato al 3 gennaio 2019
| Budućnost VOLI Podgorica 2018-19 | Budućnost VOLI Podgorica 2018-19 |
| Giocatori                        | Staff tecnico                    |
| -------------------------------- | -------------------------------- |

| N. | Naz.                                                  | Ruolo | Nome                | Anno | Alt.   | Peso   |  |
| -- | ----------------------------------------------------- | ----- | ------------------- | ---- | ------ | ------ |  |
| 1  | Francia (bandiera)                                    | G     | Edwin Jackson       | 1989 | 190 cm | 91 kg  |  |
| 2  | Montenegro (bandiera)                                 | PG    | Nikola Ivanović     | 1994 | 190 cm | 90 kg  |  |
| 3  | Stati Uniti (bandiera)                                | P     | Norris Cole         | 1988 | 188 cm | 79 kg  |  |
| 4  | Montenegro (bandiera)                                 | G     | Suad Šehović (C)    | 1987 | 197 cm | 100 kg |  |
| 5  | Stati Uniti (bandiera)                                | AG    | Earl Clark          | 1988 | 208 cm | 102 kg |  |
| 6  | Serbia (bandiera)                                     | AC    | Filip Barović       | 1990 | 206 cm | 114 kg |  |
| 7  | Stati Uniti (bandiera)                                | AP    | Coty Clarke         | 1992 | 201 cm | 102 kg |  |
| 8  | Montenegro (bandiera)                                 | G     | Sead Šehović        | 1989 | 196 cm | 95 kg  |  |
| 9  | Montenegro (bandiera)                                 | GA    | Milić Starovlah     | 1998 | 196 cm | 89 kg  |  |
| 10 | Bosnia ed Erzegovina (bandiera)                       | P     | Nemanja Gordić      | 1988 | 193 cm | 90 kg  |  |
| 11 | Georgia (bandiera)                                    | C     | Goga Bitadze        | 1999 | 211 cm | 111 kg |  |
| 12 | Montenegro (bandiera)                                 | AG    | Djordjije Marinović | 2001 | 201 cm |        |  |
| 13 | Montenegro (bandiera)                                 | A     | Aleksa Ilić         | 1996 | 203 cm | 86 kg  |  |
| 14 | Stati Uniti (bandiera)                                | P     | Aaron Craft         | 1991 | 188 cm | 85 kg  |  |
| 15 | Montenegro (bandiera)                                 | AP    | Viktor Vujisić      | 2001 | 198 cm |        |  |
| 19 | Montenegro (bandiera)                                 | C     | Zoran Nikolić       | 1996 | 212 cm | 107 kg |  |
| 20 | Montenegro (bandiera)                                 | G     | Fedja Pajović       | 2001 | 186 cm |        |  |
| 22 | Montenegro (bandiera)                                 | P     | Igor Drobnjak       | 2000 | 191 cm | 84 kg  |  |
| 23 | Bosnia ed Erzegovina (bandiera) · Slovenia (bandiera) | C     | Alen Omić           | 1992 | 216 cm | 110 kg |  |
| 30 | Montenegro (bandiera)                                 | PG    | Petar Popović       | 1996 | 195 cm | 87 kg  |  |
| 31 | Stati Uniti (bandiera)                                | GA    | James Bell          | 1992 | 196 cm | 100 kg |  |
| 34 | Montenegro (bandiera)                                 | AG    | Danilo Nikolić      | 1993 | 205 cm | 93 kg  |  |
| 41 | Stati Uniti (bandiera)                                | AG    | Devin Williams      | 1994 | 206 cm | 116 kg |  |
| 44 | Montenegro (bandiera)                                 | P     | Fedor Žugić         | 2003 | 196 cm | 85 kg  |  |
|    | Montenegro (bandiera)                                 | AG    | Matija Radunovic    | 2002 | 199 cm |        |  |

| Allenatore |
| - Aleksandar Džikić (fino al 29 dicembre) - Jasmin Repeša (dal 31 dicembre e fino al 23 aprile) - Petar Mijović (dal 24 aprile) |
| Assistente/i |
| - Đorđe Adžić - Srđan Flajs (fino al 29 dicembre) - Vlado Todorović Legenda - (C) Capitano - (IN) Inattivo - Infortunato Roster |

## Mercato

### Sessione estiva
| Acquisti | Acquisti      | Acquisti        | Acquisti   | Acquisti |
| R.a      | Nome          | da              | Modalità   |          |
| -------- | ------------- | --------------- | ---------- | -------- |
| AP       | Coty Clarke   | Avtodor Saratov | definitivo |          |
| P        | Aaron Craft   | Monaco          | definitivo |          |
| AG       | Earl Clark    | Beşiktaş        | definitivo |          |
| G        | Edwin Jackson | Barcellona      | definitivo |          |
| C        | Alen Omić     | Stella Rossa    | definitivo |          |

| Cessioni | Cessioni        | Cessioni   | Cessioni       | Cessioni |
| R.       | Nome            | a          | Modalità       |          |
| -------- | --------------- | ---------- | -------------- | -------- |
| AG       | Justin Doellman | Manresa    | fine contratto |          |
| G        | Kyle Gibson     | Beşiktaş   | fine contratto |          |
| AC       | Kyle Landry     | Free agent | fine contratto |          |

### Dopo l'inizio della stagione
| Acquisti | Acquisti       | Acquisti          | Acquisti         | Acquisti      |
| R.       | Nome           | da                | Data             | Modalità      |
| -------- | -------------- | ----------------- | ---------------- | ------------- |
| C        | Goga Bitadze   | Mega Belgrado     | 20 dicembre 2018 | prestito      |
| GA       | James Bell     | Cedevita Junior   | 21 dicembre 2018 | definitivo    |
| P        | Norris Cole    | Scandone Avellino | 21 dicembre 2018 | definitivo    |
| AG       | Devin Williams | T. Büyükçekmece   | 14 febbraio 2019 | definitivo    |
| C        | Zoran Nikolić  | Mega Belgrado     | 24 aprile 2019   | fine prestito |

| Cessioni | Cessioni       | Cessioni       | Cessioni         | Cessioni                |
| R.       | Nome           | a              | Data             | Modalità                |
| -------- | -------------- | -------------- | ---------------- | ----------------------- |
| P        | Aaron Craft    | Aquila Trento  | 3 novembre 2018  | risoluzione consensuale |
| C        | Zoran Nikolić  | Mega Belgrado  | 20 dicembre 2018 | prestito                |
| C        | Alen Omić      | Olimpia Milano | 2 gennaio 2019   | definitivo              |
| C        | Goga Bitadze   | Mega Belgrado  | 24 aprile 2019   | fine prestito           |
| AG       | Earl Clark     | Free agent     | 27 aprile 2019   | risoluzione consensuale |
| AG       | Devin Williams | Free agent     | 27 aprile 2019   | risoluzione consensuale |